# Magnétron

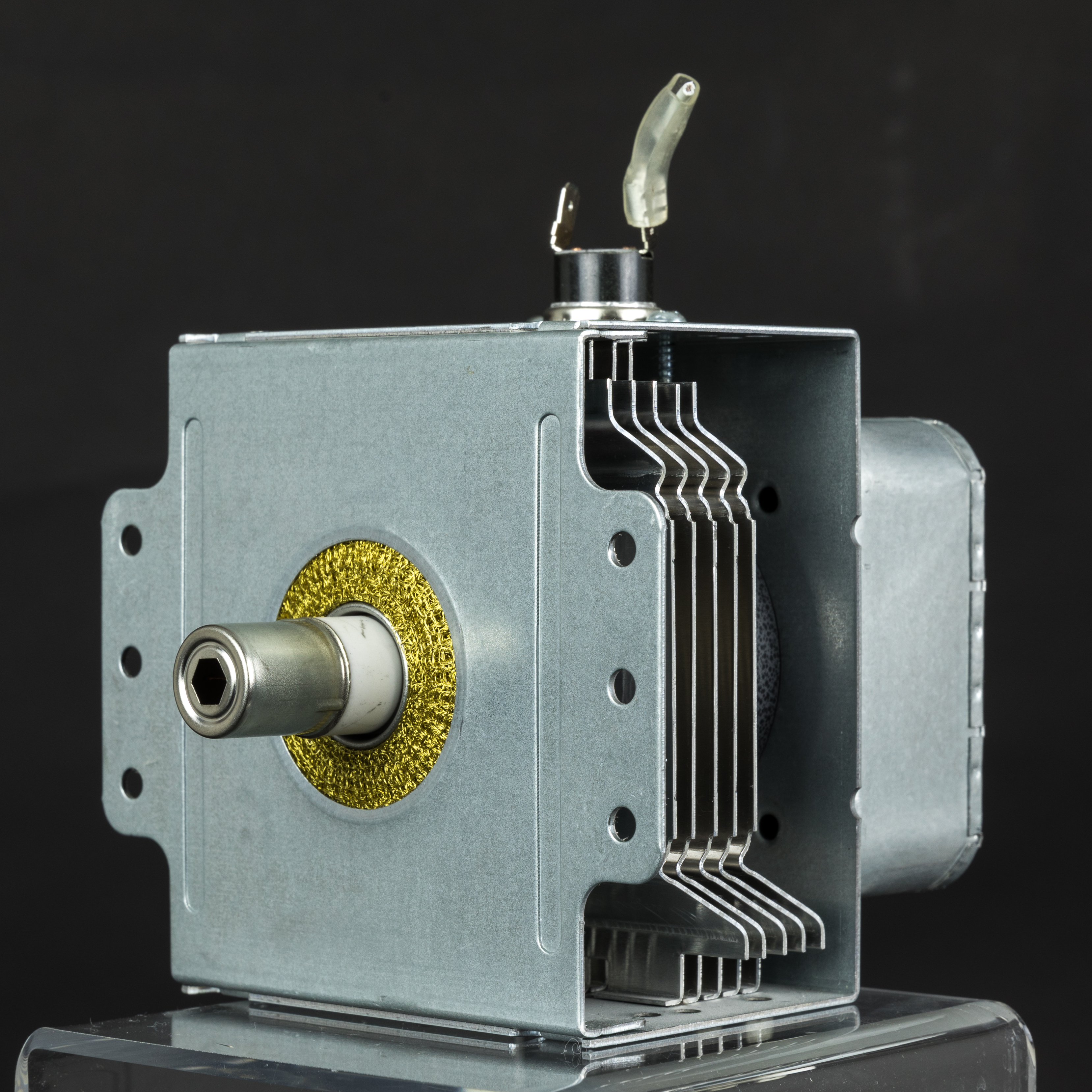
Magnétron dans son boîtier.

Un magnétron est un dispositif qui transforme l'énergie cinétique des électrons en énergie électromagnétique, sous forme de micro-onde. Il s'agit d'un tube à vide sans grille où les électrons émis par une cathode se dirigent vers une anode mais sont déviés par un champ magnétique en une trajectoire en spirale. L'interaction entre le faisceau d'électrons et l'anode produit l'onde électromagnétique.
Initialement, l'anode était fendue en plusieurs segments mais, dans les années 1940, c'est le type à cavités résonnantes, plus performant, qui s'est imposé. Le développement du magnétron a été crucial dans celui du radar et donc dans le déroulement de la Seconde Guerre mondiale. Depuis, il s'est répandu dans d'autres domaines, notamment l'électroménager avec le four à micro-ondes.

## Histoire

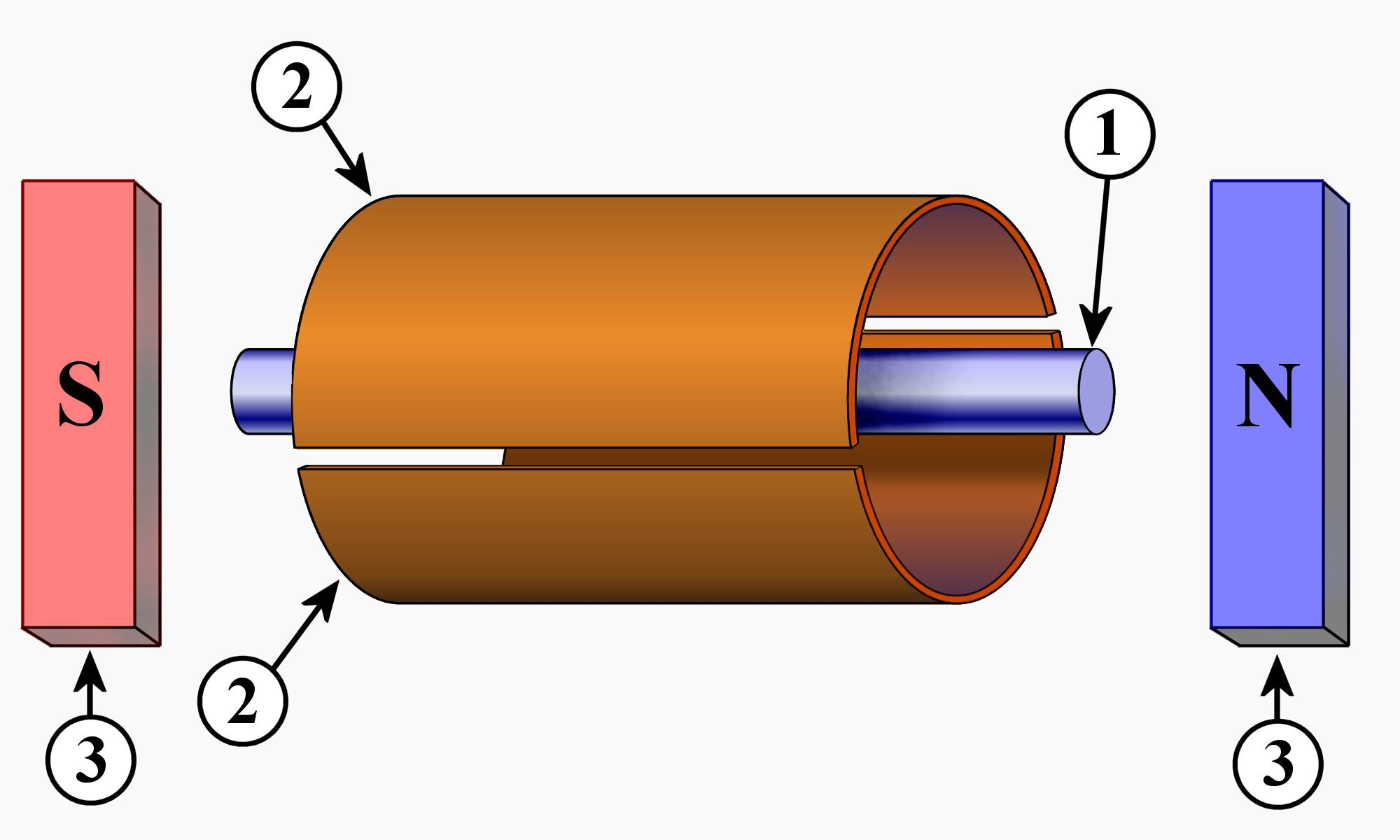
Magnétron à anode à segments multiples, antérieur au magnétron à cavité :
1) cathode, 2) anodes, 3) aimants permanents.

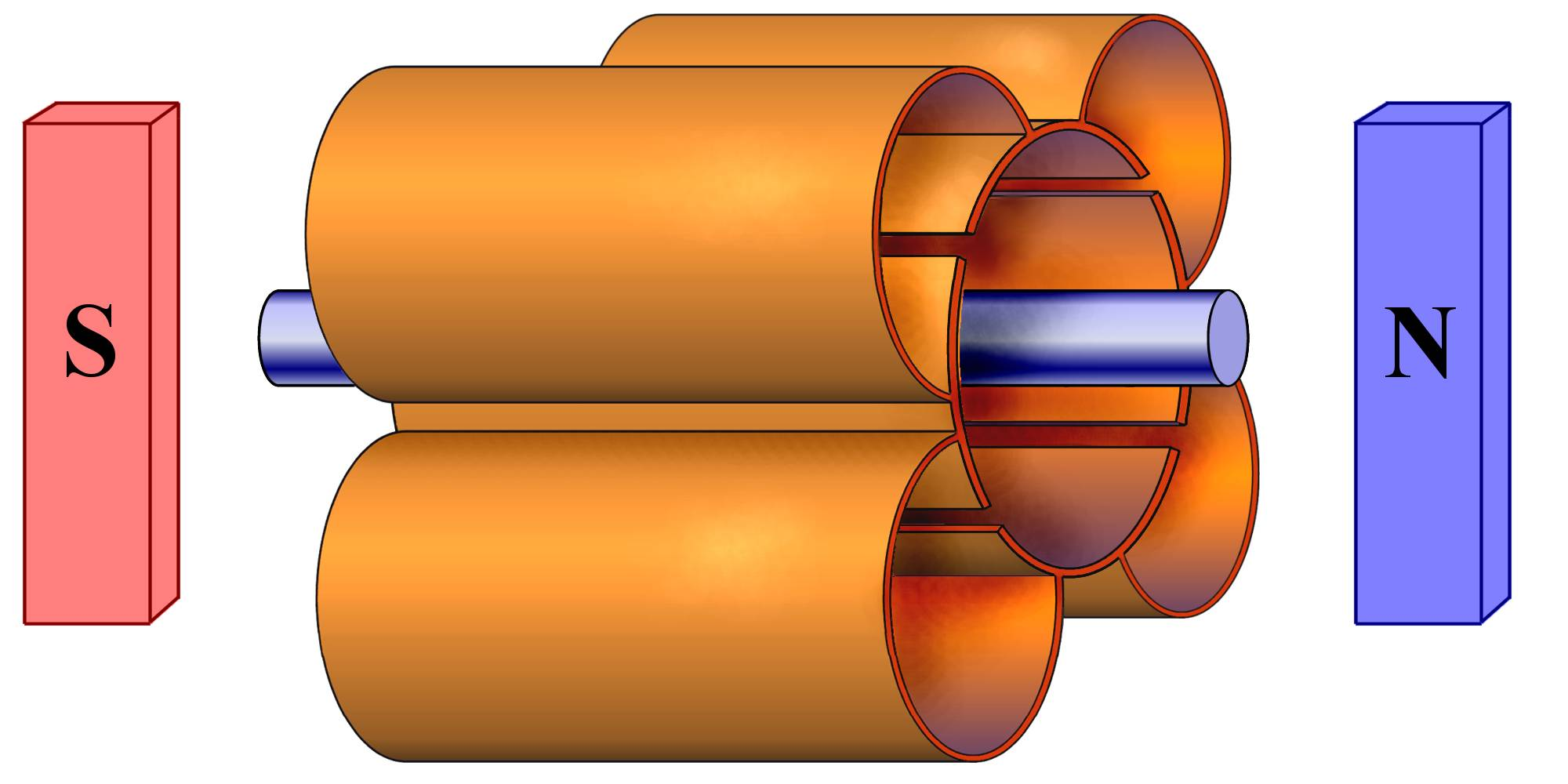
Magnétron à quatre cavités de Hans E. Hollmann de 1935.

Dès qu'un électron est agité, il émet une onde, appelée « onde électromagnétique », qui se transmet à la vitesse de la lumière. Cette thèse de James Clerk Maxwell est vérifiée expérimentalement par Heinrich Rudolf Hertz en 1888. Édouard Branly parvient à amplifier les ondes électromagnétiques qui ont un signal très faible.
L'oscillation électromagnétique entre deux pôles fut ensuite explorée durant les années 1920 par Albert W. Hull du laboratoire de recherche de la General Electric à Schenectady, New York. Il mit au point un système peu efficace mais prometteur qu'il nomma magnétron à cause de la déviation du faisceau d'électron par un champ magnétique. En 1926, un étudiant du professeur Hidetsugu Yagi, Kinjirō Okabe, reprit cette innovation en divisant l'anode en deux morceaux (anode fendue), ce qui lui permit de passer du domaine des hautes fréquences (10 à 100 mètres de longueur d'onde) à celui décimétrique,. Cette découverte fit le tour de la communauté scientifique, mais, à cause de problèmes de stabilité de la fréquence émise, cet appareil ne fut pas immédiatement utilisé en télécommunication. Okabe obtint un brevet aux États-Unis en 1929 (no 1,735,294) pour cet appareil. L'Allemand Erich Habann, à l'université d'Iéna, et le professeur tchèque Augustin Žáček, à l'université de Prague, développèrent indépendamment un magnétron pouvant atteindre des fréquences de 100 mégahertz à 1 gigahertz.
Jusqu'en 1940, les magnétrons étaient ainsi équipés d'une anode à segments multiples, et leur puissance ne dépassait pas la centaine de watts, ce qui ne permettait pas d'envisager un usage dans les télécommunications à longue portée ni la production d'impulsions de courte longueur d'onde. Malgré tout, les premières applications visées par ce type de magnétron furent celles de la production d'impulsions électromagnétiques pour la détection d'icebergs et de navires. Le Normandie sera ainsi équipé en 1936 d'un radar expérimental de la SFR utilisant un magnétron à anode fendue. Le 27 novembre 1935, Hans Hollmann a demandé un brevet pour le premier magnétron à cavités multiples. Il lui fut accordé le 12 juillet 1938. En février 1940, à l'université de Birmingham, dans le groupe de Marcus Oliphant qui travaillait intensivement sur le développement des radars militaires britanniques, Randall et Boot obtinrent des puissances accrues avec une nouvelle structure à six cavités cylindriques à la place de l'anode à segments multiples ou des cavités de Hollmann. Le développement de ces magnétrons à cavités multiples fut confié au groupe dirigé par Eric Megaw, au laboratoire de Wembley de la GEC.

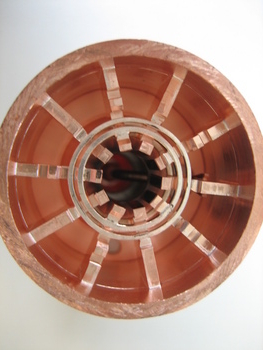
Vue en coupe d'un magnétron à cavités moderne.

Megaw était un spécialiste du magnétron à segments multiples qu'il avait récemment équipé d'un refroidissement à eau. Megaw sortit en mai 1940 une première version scellée du magnétron de Randall et Boot, sous le nom de E1188. Mais le 8 et 9 mai, il reçut la visite de son collègue français de la CSF, Maurice Ponte, qui lui apporta un prototype du M-16 développé par Henri Gutton dans les laboratoires de la SFR, filiale de la CSF. Le magnétron que Ponte avait apporté comportait une cathode à oxyde à la place de la cathode à fil de tungstène, ce qui résolvait les problèmes de durée de vie, tout en accroissant aussi la puissance. La deuxième version construite par Megaw, le E1189, incorporait une cathode à oxyde du magnétron de Gutton, ce qui permettait de supprimer le refroidissement à eau,. Les deux innovations, cavités multiples et cathode à oxyde, furent à la base des développements effectués dans les laboratoires américains.
L'envoyé de la mission Tizard, Edward George Bowen, remit un exemplaire de magnétron à cavité aux Américains afin de pouvoir le fabriquer à grande échelle, la Grande-Bretagne n'ayant ni les moyens financiers, ni les infrastructures en cette période difficile. Le Massachusetts Institute of Technology (MIT) créa donc le Radiation Lab pour l'étude et le développement de magnétrons plus perfectionnés. Les progrès technologiques apportés au magnétron (cavités) ont fourni aux Alliés une avance technologique qui a joué un rôle prépondérant dans l'issue de la Seconde Guerre mondiale. Il permit de fournir au radar une source radio-électrique puissante (plusieurs centaines de watts) et de longueur d'onde plus courte permettant une plus fine résolution de détection. Ses fréquences élevées, de 250 MHz à 3 GHz (ondes décimétriques) et au-delà de 3 GHz (ondes centimétriques), permirent en plus la réduction de la taille des antennes et ainsi la construction de radars embarqués d'abord sur les bateaux, puis sur les avions.
Les Allemands ont également poursuivi des recherches en ce domaine et Hans Hollmann de Berlin déposa un brevet en 1935 sur un magnétron à multiples cavités résonnantes que l'armée allemande délaissa au profit du klystron plus stable en fréquence.

## Principe de fonctionnement

Diagramme de fonctionnement d'un magnétron à cavités.

Le magnétron est un tube électronique sans grille d'arrêt, avec une cathode centrale, chauffée par un filament, et une anode massique et concentrique dans laquelle sont creusées plusieurs cavités résonnantes. Un champ magnétique axial est généralement créé par deux aimants permanents à chaque extrémité du tube. Le parcours en spirale (du fait du champ magnétique) des électrons se fait à une fréquence accordée aux cavités résonnantes.
Le magnétron étant auto-oscillant, il permet des montages simples, comme dans les fours à micro-ondes. Les puissances disponibles sont de l'ordre de quelques kW en continu (des MW crête) à 3 GHz et de centaines de watts (des centaines de kW crête) à 10 GHz. Des magnétrons sont disponibles jusqu'à 35 GHz (bande Ka). Pour obtenir ces puissances, une tension électrique de plusieurs milliers de volts est nécessaire.
Par contre, les caractéristiques de l'onde produite (phase notamment) sont difficilement maîtrisables ce qui a longtemps limité son emploi. L'introduction du verrouillage par injection a permis une grande avancée dans ce domaine. Il est ainsi devenu possible d'étendre l'utilisation du magnétron, nettement moins onéreux que les autres dispositifs hyperfréquences.

## Utilisation
De nos jours, le magnétron a deux usages principaux :
- le radar de détection ;
- les applications domestiques avec le four à micro-ondes.

Dans le domaine professionnel, le magnétron est concurrencé par le carcinotron (en), le TOP (tube à ondes progressives) et désormais les semi-conducteurs.

## Anecdote
D'après la version officielle de la société ayant originellement breveté le four à micro-ondes, l'un de ses employés, Percy Spencer, alors qu'il travaillait à l'amélioration de la technologie radar, constata qu'une barre chocolatée posée à côté de l'antenne émettrice avait fondu dans la poche de sa blouse et en déduisit par la suite la possibilité de fabriquer l'appareil.

## Risques pour la santé

ISO 7010 Signe d'avertissement : rayonnement non ionisant.

Le cristallin n'ayant pas de flux de refroidissement sanguin, il est particulièrement enclin à la surchauffe lorsqu'il est exposé aux micro-ondes. Cet échauffement peut à son tour entraîner une incidence plus élevée de cataractes à un âge avancé.
Tous les magnétrons contiennent une petite quantité de thorium mélangé à du tungstène dans leur filament. Bien qu'il s'agisse d'un métal radioactif, le risque de cancer est faible car il ne se retrouve jamais dans l'air lors d'une utilisation normale. Ce n'est que si le filament est retiré du magnétron, finement broyé et inhalé qu'il peut présenter un risque pour la santé,,.